# Babyrousa bolabatuensis
Babyrousa bolabatuensis ist eine vermutlich ausgestorbene Art der Hirscheber (Gattung Babyrousa). Sie bewohnte noch im Holozän den Südwesten der Insel Sulawesi. Ein Einzelfund deutet darauf hin, dass die Art im Zentralteil Sulawesis bis in die heutige Zeit überlebt haben könnte.

## Merkmale
Da die Art nur durch Knochenfunde bekannt ist, sind Aussagen zu den Merkmalen nur begrenzt möglich. Messungen der Zähne ergaben Gemeinsamkeiten mit dem Molukken-Hirscheber.

## Verbreitung
Die Art bewohnte noch im Holozän den Süden Sulawesis. Hier sind subfossile Überreste etwa aus den Bola Batu-Höhlen bei Watampone bekannt. Ein einzelner Schädel, der vor einigen Jahren im Zentralteil der Insel, in der Nähe von Kulawi gefunden wurde, könnte dieser Form zugeschrieben werden und weist darauf hin, dass die Art möglicherweise noch existiert.

## Lebensweise
Über die Lebensweise ist nichts bekannt. Man kann davon ausgehen, dass die Tiere wie andere Hirscheber in Regenwaldgebieten lebten und sich omnivor ernährten.

## Systematik
Dieser Hirscheber wurde ursprünglich als Unterart von Babyrousa bayrussa beschrieben, jene Art, die ursprünglich alle Hirscheber umfasste. Sie wurde später in mehrere Arten aufgeteilt, darunter auch B. bolabatuensis.

## Belege
1. 1 2  E. Meijaard, J. P. d’Huart, W. L. R. Oliver: Babirusa. (Babyrousa) In: D. E. Wilson, R. A. Mittermeier (Hrsg.): Handbook of the Mammals of the World. Vol. 2: Hoofed Mammals. 2011, ISBN 978-84-96553-77-4, S. 274–276.
2. ↑  Colin P. Groves and Peter Grubb: Chapter 5.1: The Eurasian Suids Sus and Babyrussa. Taxonomy and Description. In: IUCN/SSC Pigs and Peccaries Specialist Group (1993): Status Survey and Conservation Action Plan. Pigs, Peccaries, and Hippos. Edited by William L. R. Oliver. IUCN, Gland, Switzerland, ISBN 2-8317-0141-4
3. ↑  Babyrousa togeanensis in der Roten Liste gefährdeter Arten der IUCN 2011.2. Eingestellt von: Macdonald, A.A., Burton, J. & Leus, K., 2008. Abgerufen am 4. November 2012.